# Армянское радио
Армя́нское ра́дио — один из главных персонажей советских анекдотов, особенно в 1960—1970-е годы. Как правило, анекдоты из этой серии начинаются словами: «Вопрос Армянскому радио…» или «Армянское радио спрашивают…», после чего идёт достаточно обыденный вопрос и парадоксальный и даже абсурдный ответ на него, с изрядной долей сатиры на «реалии советской жизни».

## Происхождение
По мнению большинства историков, корни анекдотов про армянское радио идут от распространённых в то время радиопередач, когда по радио отвечали на вопросы слушателей; таким передачам также посвящались анекдоты, например:

— В эфире передача «Спрашивайте — отвечаем». Товарищ Иванов из села Кукуево спрашивает нас, что такое сольфеджио.
 — Отвечаем: тут людям жрать нечего, а он выпендривается!

Толчком к распространению анекдотов именно об армянском радио считается якобы произнесённая одним из его дикторов фраза: «В капиталистическом мире человек эксплуатирует человека, а в социалистическом — наоборот».
По версии историка Армена Давтяна, анекдоты про армянское радио стали появляться как пародии на выпуски радиопередачи «Арц у патасхан» («Вопросы и ответы»), входившей в программу иновещания Ереванского радио. В то же время формат ироничных вопросов и ответов присутствовал и в радиопрограмме «Бюракн», родственной передаче «Сатирические миниатюры и юмор» (ведущим «Бюракна» был народный артист Республики Армения Рафаэль Котанджян).
С этими анекдотами связан вот такой казус:

Не помню точно, то ли в конце шестидесятых, то ли в начале семидесятых в Москве, в Колонном зале Дома Союзов проходило Всесоюзное совещание работников радио и телевидения. Председательствующий объявил: «Слово предоставляется представителю армянского радио». В зале стоял такой хохот, что бедному представителю армянского радио так и не дали слова сказать.— Иосиф Раскин, «Энциклопедия хулиганствующего ортодокса»
Ещё одна версия гласит, что руководивший радиовещанием Армянской ССР на стыке 1950-х и 1960-х годов Акоп Айвазян во время одного из совещаний в Москве случайно упал с трибуны, что также стало одним из первоисточников шуток про армянское радио.
Анекдоты об армянском радио не представляют собой единого цикла, так как слова «армянское радио спрашивают» можно убрать без нанесения ущерба анекдоту. Большинство этих шуток встречаются и в других вариантах. 
Тема «армянского радио» до сих пор имеет место в новых анекдотах.

## Примеры
Несколько типичных анекдотов об армянском радио:
Армянское радио спрашивают…

— Правда ли, что шахматист Петросян выиграл в лотерею тысячу рублей?

— Правда, только не шахматист Петросян, а футболист «Арарата» Акопян, и не тысячу, а десять тысяч, и не рублей, а долларов, и не в лотерею, а в карты, и не выиграл, а проиграл.

— Что необходимо, чтобы «Арарат» выиграл чемпионат СССР?

— Мунтян, Поркуян и ещё девять киевлян.

— Есть ли жизнь на Марсе?

— Тоже нет.

— Какой город на земле самый красивый?

— Конечно, Ереван!

— А что будет, если на Ереван упадёт атомная бомба?

— Баку (в других вариантах — Тбилиси) тоже красивый город.

— Ленин со Сталиным установили советскую власть в стране, но коммунизм так и не построили. В чём дело, где тут кроется ошибка?

— Ленин со Сталиным делали всё правильно, за исключением одной маленькой ошибки: они приличных людей превратили в «уголовников», а уголовников сделали «приличными людьми».

— Хорошо ли в Армении с мясом?

— С мясом в Армении хорошо, а вот без мяса очень плохо!

— В Программе КПСС записано, что к концу текущей пятилетки каждая советская семья будет обеспечена отдельной квартирой, к концу следующей пятилетки у каждой семьи будет холодильник, ещё через пять лет — телевизор, а к построению коммунизма у каждой семьи будет вертолёт. Спрашивается: зачем вертолёт?

— А вот вы представьте себе, например, что где-нибудь в Одессе или Москве в продажу вдруг выкинули копчёную колбасу….

## Интересные факты
- В фильме «Самая обаятельная и привлекательная» персонажи Александра Абдулова и Леонида Куравлева рассказывают в поезде анекдоты, один из которых был связан с армянским радио. Муж девушки, за которой они пытались ухаживать, стандартно ответил на простой вопрос, на что персонаж Абдулова заявил: «Если бы эта задача так просто решалась — армянское радио этим бы не занималось»[6].
- С номером «Армянское радио» («А-Маяк») выступал пародист Карен Аванесян.
- В начале 2000-х годов на «Русском радио» выходило шоу бывшей команды КВН «Новые армяне» — «Новое армянское радио».
- На радио «Юмор FM» выходила программа «Армянское радио спрашивают…», в которой рассказываются анекдоты об армянском радио. Вёл её Народный артист СССР Армен Джигарханян.
- В фильме «Дежа вю» армянин Арам Полакян при встрече с приехавшим из Америки киллером Джоном Поллаком говорит: Я по радио слышал, что ты к нам приехал.

## Армянское радио в других странах
В своё время широкому распространению анекдотов про армянское радио на территории как восточной, так и западной Европы послужил издававшийся в СССР журнал «Спутник». Журнал издавался на многих европейских языках с 1967 года.
В немецких анекдотах радио называется Радио Еревана. Вопросы же, в отличие от русской версии, носят очень часто политический характер. Построение самих анекдотов более строгое. Ответы армянского радио всегда начинаются с фразы «В принципе да/нет…» (Im Prinzip ja/nein…), за которой следует пояснение. Пример:

Вопрос на Радио Еревана:

— Правда ли, что в Советском Союзе кукуруза растёт как телеграфные столбы?

— В принципе да, но она не такая крепкая и не такая высокая, просто растёт так же далеко друг от друга.

В Баварии было издано множество сборников о «Радио Ереван», где политическая тематика обычно избегалась.
В болгарских, чешских и польских анекдотах радио называется «Радио Ереван». Вопросы очень разные. Например:

Вопрос на Радио Ереван:

— Возможно ли, чтоб мужик забеременел?

Радио Ереван отвечает:

— Пока не можем ответить. Эксперименты ещё продолжаются.

Имеются болгарские анекдоты, в которых «Радио Ереван» проводит диалог с другим радио. Собеседником в следующем примере является «Радио Париж»:

Р. Е.: Какая женщина является моральной?

Р. П.: Моральной является женщина, у которой есть один муж и один любовник.

Р. Е.: Но это — аморальная женщина!

Р. П.: Нет, у аморальной женщины есть один муж и несколько любовников.

Р. Е.: Но это — падшая женщина!

Р. П.: Нет, у падшей женщины нет ни мужа, ни любовника.

Р. Е.: Вы говорите про одинокую женщину.

Р. П.: Нет, у одинокой женщины есть муж и нет любовника.

Или же анекдот может быть в форме сообщения:

Сообщает Радио Ереван. Группа китайских агрессоров внезапно напала на границе на мирно пашущий в поле советский трактор. Трактор ответил массированным ракетным залпом, после чего взлетел и ушёл вглубь страны. Министерство сельского хозяйства предупредило, что если провокация повторится, то на наших полях появятся сенокосилки вертикального взлёта и посадки.

## Армянские задачи
К несколько иному, хотя и схожему, жанру относятся бытовавшие в то же время так называемые «армянские задачи», или «армянские загадки», — полуюмористические сборники с абсурдными вопросами и соответствующими ответами, как, например:

— Под кроватью лежит, на «а» называется.

— Адин сапог.

— Ну, а под кроватью лежит и на «д» называется?

— Другой сапог.

— Как засунуть слона в холодильник в три приёма?

— Открыть холодильник, засунуть туда слона, закрыть холодильник.

— А как засунуть бегемота в холодильник в четыре приёма?

— Открыть холодильник, достать оттуда слона, засунуть бегемота, закрыть холодильник.

## Персонажи
Персонажи в анекдотах про армянское радио практически отсутствуют. Не следует путать анекдоты про армянское радио с «армянскими анекдотами»:

Стоит армянин перед памятником Пушкину.

— Вот армянин, ай да армянин! В центре Москвы памятник поставили.

— Это не армянин, это русский поэт.

— Как не армянин? Написано: «ГАЗОН ЗАСЕЯ́Н».